# Canton d'Embrun
Le canton d'Embrun est une circonscription électorale française située dans le département des Hautes-Alpes et la région Provence-Alpes-Côte d'Azur.
À la suite du redécoupage cantonal de 2014, la composition du canton reste inchangée.

## Histoire
Lors de sa création en 1790, le canton d'Embrun ne comprend que la commune d'Embrun, et appartient au district d'Embrun. Lors de la réforme de 1800, il absorbe le canton de Baratier et la commune de Châteauroux (aujourd'hui Châteauroux-les-Alpes). Depuis les limites cantonales n'ont pas été modifiées. 
En 1926, à la suppression de l'arrondissement d'Embrun, il est rattaché à l'arrondissement de Gap. 
Le canton d'Embrun recouvre de nos jours la communauté de communes de l'Embrunais. Pour les élections législatives, il est rattaché depuis 1986 à la deuxième circonscription des Hautes-Alpes.
Le redécoupage cantonal de 2014 laisse le canton inchangé.

## Géographie
Ce canton est organisé autour d'Embrun dans l'arrondissement de Gap. Son altitude varie de 778 m (Crots) à 3 120 m (Châteauroux-les-Alpes) pour une altitude moyenne de 1 111 m.

## Représentation

### Conseillers généraux de 1833 à 2015
| Période | Période      | Identité                                          | Étiquette                                                   | Qualité                                                                                                |
| ------- | ------------ | ------------------------------------------------- | ----------------------------------------------------------- | --- |
| 1833    | 1835 (décès) | Jean Cézanne (1800-1835)                          |                                                             | Avocat à Embrun Elu également dans le Canton de Savines                                                |
| 1835    | 1836         | Julien Ferrary                                    |                                                             | Propriétaire, maire d'Embrun                                                                           |
| 1836    | 1839         | Sébastien Raphaël Théodore Izoard (1776-1853)     |                                                             | Colonel du corps Royal du Génie Directeur des Fortifications d'Embrun                                  |
| 1839    | 1871         | Calixte-Joseph-Camille de La Forgue de Bellegarde | Droite                                                      | Maire d'Embrun Député (1848-1849)                                                                      |
| 1871    | 1883 (décès) | Ernest Bayle                                      |                                                             | Directeur de l'enregistrement et des domaines à Gap                                                    |
| 1883    | 1886 (décès) | Barthélémy Ferrary                                | Gauche radicale                                             | Entrepreneur de travaux publics Maire d'Embrun (1871-1873) Député (1876-1877, 1878-1886)               |
| 1887    | 1924 (décès) | Victor Bonniard                                   | Action libérale Gauche démocratique puis Union républicaine | Banquier, industriel député (1906-1921) puis sénateur (1921-1924) des Hautes-Alpes                     |
| 1924    | 1928         | Baron Maurice de Rothschild                       | Républicain indépendant                                     | Collectionneur d'œuvres d'art, financier Député (1924-1929) puis sénateur (1929-1945) des Hautes-Alpes |
| 1928    | 1940         | François Joubert                                  | Rad.                                                        | Entrepreneur de travaux publics Maire d'Embrun (1925-1929), ancien conseiller d'arrondissement         |
|         |              |                                                   |                                                             | |
| 1942    | 1945         | Ernest Lagier                                     |                                                             | Adjoint au maire d'Embrun Nommé conseiller départemental en 1942                                       |
|         |              |                                                   |                                                             | |
| 1945    | 1951         | Paul Ravel                                        | PCF                                                         | Ancien surveillant général au collège d'Embrun                                                         |
| 1951    | 1968         | Ludovic Tron                                      | App. SFIO                                                   | Inspecteur Général des Finances Sénateur (1957-1968) Président du Conseil général (1958-1967)          |
| 1968    | 1988         | Paul Dijoud                                       | RI puis UDF-PR                                              | Attaché commercial Député (1967-1973) Maire de Briançon (1971-1983) Secrétaire d'Etat (1973-1981)      |
| 1988    | 1995 (décès) | Bruno Chapuis                                     | UDF-CDS                                                     | Gérant d'entreprise                                                                                    |
| 1995    | 2001         | Alain Musson                                      | DVG                                                         | Chef d'entreprise à Embrun                                                                             |
| 2001    | 2015         | Richard Siri                                      | DVD                                                         | Retraité Vice-Président du Conseil Général Ancien Maire de Baratier                                    |

### Conseillers d'arrondissement (de 1833 à 1940)
- Le canton d'Embrun avait deux conseillers d'arrondissement.
- Il était chef-lieu de l'arrondissement d'Embrun, jusqu'à sa disparition en 1926.

| Période                                  | Période          | Identité                         | Étiquette   | Qualité |
| ---------------------------------------- | ---------------- | -------------------------------- | ----------- | --- |
| 1833                                     | 1848             | Jean Honoré Cézanne              |             | Avoué, notaire, adjoint au maire d'Embrun Élu également dans le canton d'Orcières                           |
| 1833                                     | 1838 (décès)     | Jean Joseph Faure (1769-1838)    |             | Juge suppléant au Tribunal civil d'Embrun                                                                   |
| 1839                                     | 1848             | Guillaume Louis Long (1802-1894) |             | Ancien notaire, propriétaire à Embrun                                                                       |
|                                          |                  |                                  |             | |
| 1883                                     |                  | M. Anthoine                      | Républicain | Vétérinaire                                                                                                 |
| 1883                                     |                  | Pierre-Henri Chausson            | Républicain | Ancien capitaine, adjoint au maire d'Embrun                                                                 |
|                                          | av.1888          | Michel Bonniard (1814-1900)      |             | Banquier, maire de Baratier puis maire d'Embrun (1862-1870 et 1881-1888)                                    |
|                                          |                  |                                  |             | |
|                                          | 1890 (démission) | M. Arnaud                        |             | |
|                                          |                  |                                  |             | |
|                                          | 1891 (démission) | M. Bayle                         |             | |
|                                          |                  |                                  |             | |
| 1895                                     |                  | Victor Maurel                    | Radical     | Conducteur des Ponts et Chaussées, Président du Conseil d'arrondissement                                    |
| 1907                                     | 1913             | Laurent Billion                  |             | Avoué à Embrun                                                                                              |
| 1913                                     |                  | V. Joubert                       | Radical     | |
| 1919                                     | 1925             | François Joubert                 | SFIO        | Entrepreneur de travaux publics à Embrun                                                                    |
| 1919                                     | 1931             | Camille Parandier                |             | Apiculteur à Embrun                                                                                         |
| 1925                                     | 1931             | Louis Queyras                    | Républicain | Maire de Châteauroux                                                                                        |
| 1931                                     | 1940             | Jacques Marseille                | Radical     | Conseiller municipal d'Embrun                                                                               |
| 1931                                     | 1940             | Louis Bouchet                    | Radical     | Adjoint au maire d'Embrun, Président du syndicat agricole                                                   |
| 1940                                     |                  |                                  |             | Les conseils d'arrondissement ont été suspendus par la loi du 12 octobre 1940 et n'ont jamais été réactivés |
| Les données manquantes sont à compléter. |                  |                                  |             | |

### Conseillers départementaux à partir de 2015
| Période élective | Période élective | Mandat | Mandat   | Identité       | Nuance | Nuance | Qualité |
| ---------------- | ---------------- | ------ | -------- | -------------- | ------ | ------ | --- |
| 2015             | 2021             | 2015   | 2021     | Carole Chauvet |        | LR     | Adjointe au maire de Crots |
| 2015             | 2021             | 2015   | 2021     | Marc Viossat   |        | UDI    | Agriculteur Conseiller municipal d'Embrun 7e vice-président, chargé des ressources naturelles, de l’énergie, du climat et des déchets |
| 2021             | 2028             | 2021   | en cours | Carole Chauvet |        | LR     | Conseillère sortante |
| 2021             | 2028             | 2021   | en cours | Marc Viossat   |        | UDI    | Conseiller sortant 7ème Vice-Président du conseil départemental                                                                       |

#### Élections de mars 2015
À l'issue du premier tour des élections départementales de 2015, deux binômes sont en ballottage : Carole Chauvet et Marc Viossat (Union de la Droite, 41,2 %) et Martine Assandri et Roland Malusi (PS, 32,78 %). Le taux de participation est de 51,13 % (4 464 votants sur 8 731 inscrits) contre 54,61 % au niveau départemental et 50,17 % au niveau national.
Au second tour, Carole Chauvet et Marc Viossat (Union de la Droite) sont élus avec 58,36 % des suffrages exprimés et un taux de participation de 50,51 % (2 327 voix pour 4 410 votants et 8 731 inscrits).

#### Élections de juin 2021
Le premier tour des élections départementales de 2021 est marqué par un très faible taux de participation (33,26 % au niveau national). Dans le canton d'Embrun, ce taux de participation est de 41,53 % (3 832 votants sur 9 228 inscrits) contre 41,95 % au niveau départemental. À l'issue de ce premier tour, deux binômes sont en ballottage : Carole Chauvet et Marc Viossat (Union au centre, 59,14 %) et Annie Borgia et Christian Parpillon (Union au centre, 40,86 %).
Le second tour des élections est marqué une nouvelle fois par une abstention massive équivalente au premier tour. Les taux de participation sont de 34,3 % au niveau national, 42,97 % dans le département et 35,9 % dans le canton d'Embrun. Carole Chauvet et Marc Viossat (Union au centre) sont élus avec 100 % des suffrages exprimés (2 634 voix pour 3 313 votants et 9 228 inscrits),,.

## Composition
Le canton d'Embrun regroupe huit communes.
| Nom                            | Code Insee | Intercommunalité   | Superficie (km2) | Population (dernière pop. légale) | Densité (hab./km2) | Modifier                                    |
| ------------------------------ | ---------- | ------------------ | ---------------- | --------------------------------- | ------------------ | ------------------------------------------- |
| Embrun (bureau centralisateur) | 05046      | CC de Serre-Ponçon | 36,39            | 6 387 (2022)                      | 176                | modifier les données · modifier les données |
| Baratier                       | 05012      | CC de Serre-Ponçon | 15,99            | 643 (2022)                        | 40                 | modifier les données · modifier les données |
| Châteauroux-les-Alpes          | 05036      | CC de Serre-Ponçon | 92,84            | 1 223 (2022)                      | 13                 | modifier les données · modifier les données |
| Crévoux                        | 05044      | CC de Serre-Ponçon | 56,26            | 122 (2022)                        | 2,2                | modifier les données · modifier les données |
| Crots                          | 05045      | CC de Serre-Ponçon | 53,84            | 1 161 (2022)                      | 22                 | modifier les données · modifier les données |
| Les Orres                      | 05098      | CC de Serre-Ponçon | 74,79            | 510 (2022)                        | 6,8                | modifier les données · modifier les données |
| Saint-André-d'Embrun           | 05128      | CC de Serre-Ponçon | 38,63            | 708 (2022)                        | 18                 | modifier les données · modifier les données |
| Saint-Sauveur                  | 05156      | CC de Serre-Ponçon | 24,18            | 493 (2022)                        | 20                 | modifier les données · modifier les données |
| Canton d'Embrun                | 0505       |                    | 392,92           | 11 247 (2022)                     | 29                 | modifier les données                        |

## Démographie

### Démographie avant 2015
| 1962  | 1968  | 1975  | 1982  | 1990  | 1999  | 2006   | 2011   | 2012   |
| ----- | ----- | ----- | ----- | ----- | ----- | ------ | ------ | ------ |
| 6 356 | 6 624 | 6 828 | 7 945 | 8 872 | 9 720 | 10 429 | 10 444 | 10 444 |

### Démographie depuis 2015
En 2022, le canton comptait 11 247 habitants, en évolution de +3,92 % par rapport à 2016 (Hautes-Alpes : +0,4 %, France hors Mayotte : +2,11 %).
| 2013   | 2018   | 2022   |
| ------ | ------ | ------ |
| 10 495 | 11 003 | 11 247 |